# Himlen tur eller retur?
Himlen tur eller retur? (engelska: Defending Your Life) är en amerikansk komedifilm från 1991 i regi och manus av Albert Brooks, som även spelar huvudrollen. I övriga roller ses bland andra Michael Durrell, Rip Torn och Meryl Streep.

## Handling
Daniel Miller (Albert Brooks), en reklamchef i Los Angeles, dör och anländer till "Judgment City" i efterlivet. Här ska de avgöra om han överkommit sin rädsla för livet och är redo att ta steget in i nästa existens eller försöka igen med ännu ett liv på jorden. Daniel måste nu försvara de beslut han tagit i sina liv, med hjälp av sin försvarsadvokat Bob Diamond (Rip Torn). Under sin vistelse i "Judgement City" förälskar sig Daniel i Julia (Meryl Streep), som också genomgår en rättegång. Men medan hennes verkar gå lysande ligger Daniel riktigt illa till.

## Rollista i urval
- Albert Brooks - Daniel Miller
- Meryl Streep - Julia
- Rip Torn - Bob Diamond
- Lee Grant - Lena Foster
- Buck Henry - Dick Stanley, Daniels ställföreträdande försvarsadvokat
- George D. Wallace - Daniels domare
- Lillian Lehman - Daniels domare
- S. Scott Bullock - Daniels far
- Carol Bivens - Daniels mor
- Susan Walters - Daniels fru
- Gary Beach - bilförsäljare
- Shirley MacLaine - hologramvärd i "Past Lives Pavilion" (cameoroll)